# 그룹 GT3

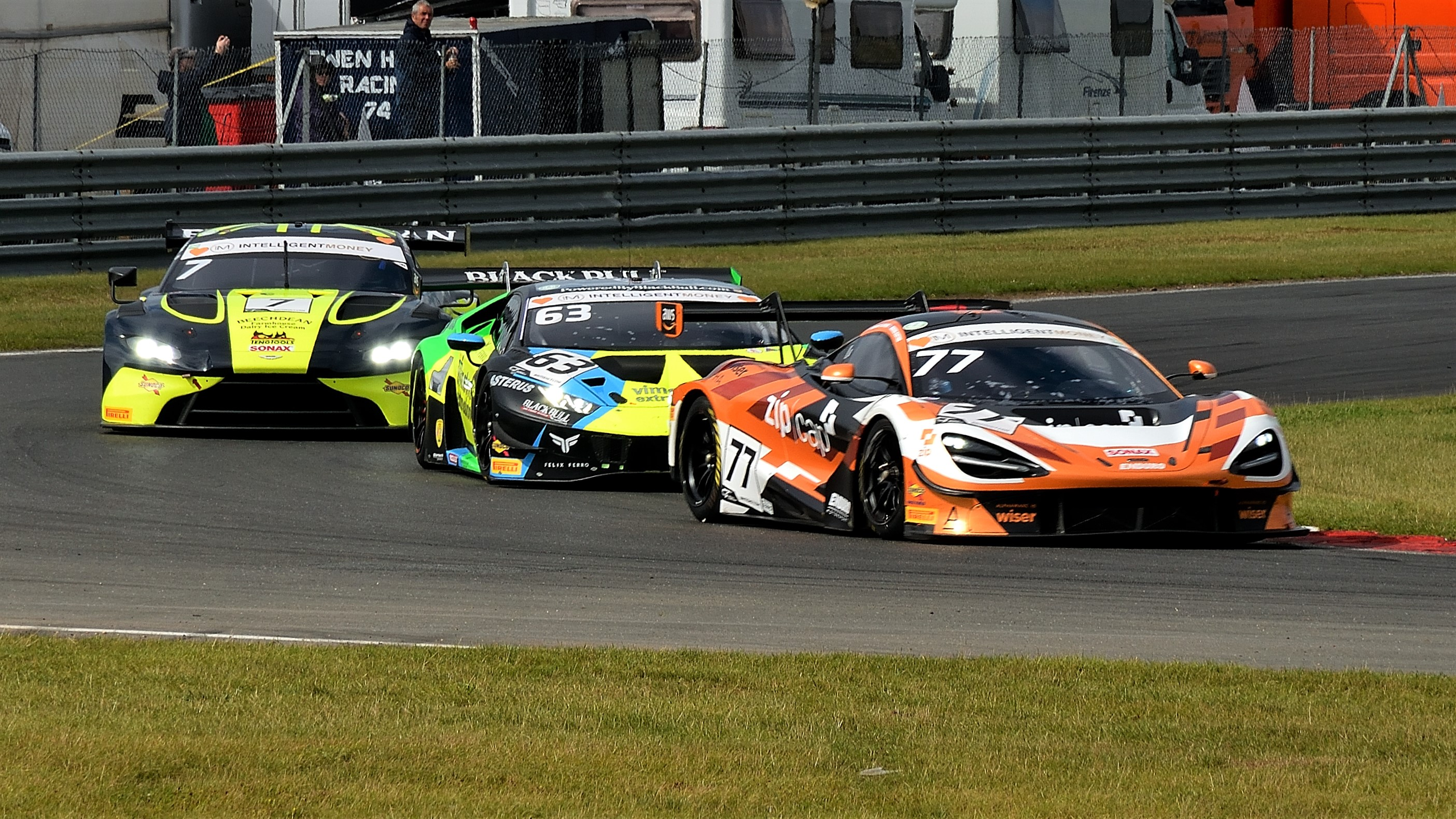
스네터턴 서킷에 있는 세 대의 그룹 GT3 제조사 차량 그룹

그룹 GT3(Group GT3)는 기술적으로 컵 그랜드 투어링 자동차(Cup Grand Touring Cars)로 알려져 있으며, 흔히 간단히 GT3라고 불린다. 이는 전 세계 다양한 자동차 경주 시리즈에서 사용하도록 설계된 GT카 레이싱카에 대해 국제 자동차 연맹(FIA)이 유지하는 규정 세트이다. GT3 카테고리는 원래 2005년 SRO 모터스포츠 그룹에 의해 SRO의 FIA GT 챔피언십에서 활용되었던 그룹 GT1 및 그룹 GT2 카테고리 아래의 GT 모터스포츠의 세 번째 단계로 만들어졌으며, 2006년 FIA GT3 유럽 챔피언십이라는 자체 시리즈를 시작했다. 그 이후 그룹 GT3는 많은 국내 및 국제 GT 시리즈의 사실상 표준 카테고리로 확장되었지만, 일부 시리즈는 FIA 표준에서 규칙 세트를 수정한다. 2013년까지 거의 20개 자동차 제조사가 GT3 머신을 제작하거나 대표하고 있다.

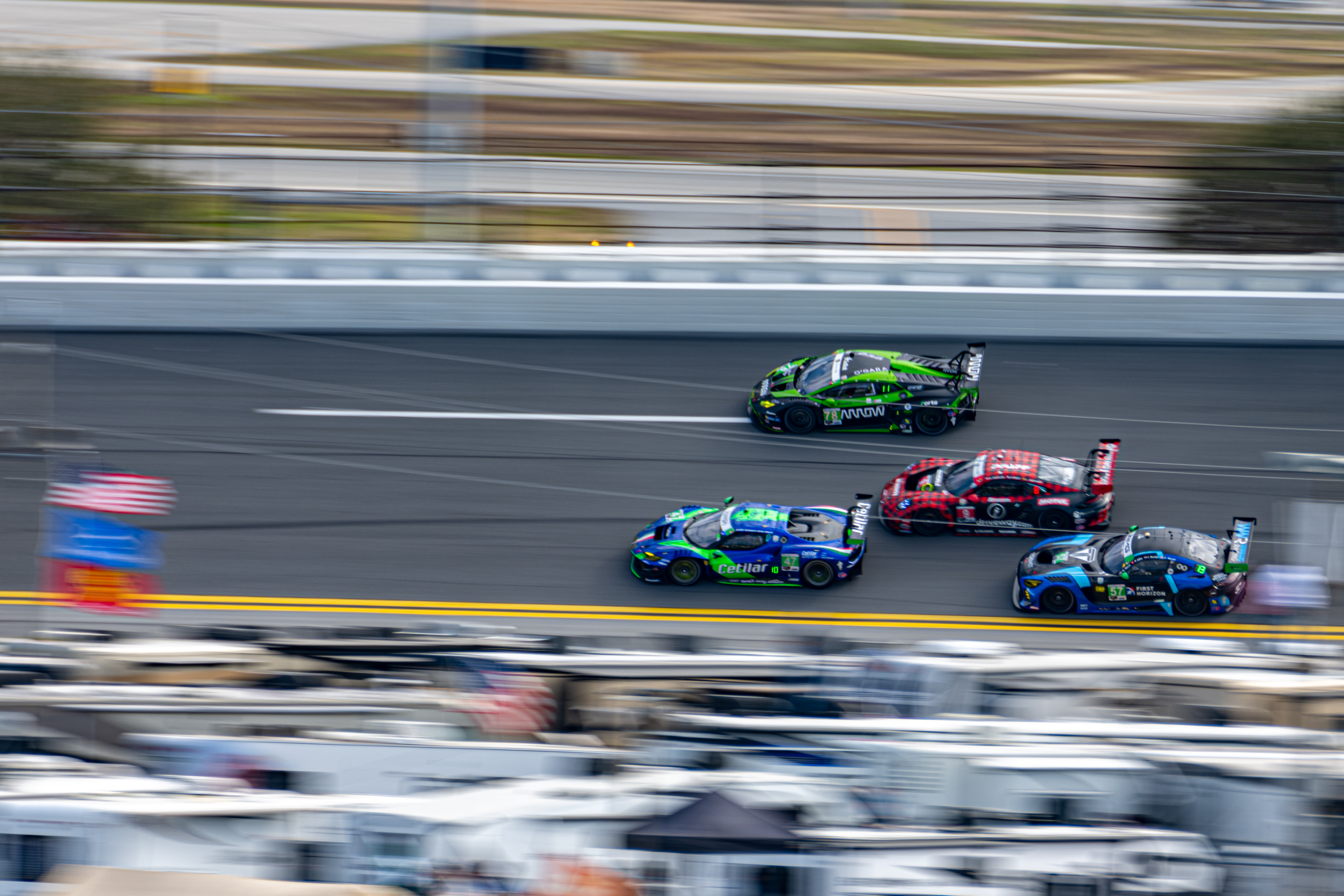
2023 데이토나 24시 동안 데이토나 인터내셔널 스피드웨이 둑에 있는 여러 그룹 GT3 제조사 차량 그룹

GT3 차량은 호몰로게이션 시점에 생산 및 판매되고 있는 양산형 로드카 모델을 기반으로 해야 하며, 이는 반드시 엔진을 포함하지 않는다(예: BMW Z4 GT3는 4.0 V8을 사용했지만, 메르세데스-AMG GT3는 메르세데스-벤츠 SLS AMG GT3의 6.2 V8을 사용했다). 그 외에도 그룹 GT3는 거의 모든 엔진 크기 및 구성, 섀시 구조 또는 레이아웃에 제한 없이 다양한 유형의 차량이 호몰로게이션될 수 있도록 허용한다. 모든 그룹 GT3 차량의 성능은 FIA의 GT 사무국 또는 시리즈별 규정 기관에 의해 밸런스 오브 퍼포먼스 공식(마력, 무게, 엔진 관리 및 공기역학에 대한 제한을 조정하여 단일 제조사가 클래스를 지배하는 것을 방지)을 통해 규제된다. GT3 차량은 1200kg에서 1300kg(2645파운드에서 2866파운드) 사이의 무게에 500hp에서 600hp 사이의 마력을 갖도록 설계되었다. 모든 차량은 매우 유사한 중량 대비 출력 비율을 가지지만, 메르세데스-벤츠 SLS AMG와 같이 높은 출력과 높은 무게 또는 포르쉐 911 GT3와 같이 낮은 출력과 낮은 무게로 달성된다. GT3 차량은 또한 트랙션 컨트롤, ABS, 그리고 빠른 피트 스탑을 위한 내장 에어 잭을 갖추고 있다.

## 역사
그룹 GT3의 개념은 SRO 그룹의 대표이자 FIA GT 챔피언십의 프로모터인 스테판 라텔이 2005년에 도입했다. FIA GT 챔피언십의 그룹 GT1 및 그룹 GT2 차량은 제조사가 규정에 따라 차량을 제작한 다음 성능을 향상시키기 위해 개발해야 했으며, 이는 제조사와 차량을 경주하고 싶어 하는 고객의 비용을 증가시켰다. GT3는 포르쉐 슈퍼컵 또는 페라리 챌린지와 같은 기존 원 메이크 시리즈의 여러 차량과 애스턴 마틴 DBRS9 또는 닷지 바이퍼 컴페티션 쿠페와 같이 GT1 또는 GT2에 적합하지 않은 제조사에서 사용할 수 있는 다른 레이싱카를 결합하여 FIA의 엄격한 성능 통제를 통해 모두 공평한 경쟁을 허용함으로써 과정을 단순화하는 카테고리로 구상되었다. 이는 드라이버들에게 소규모 국내 시리즈와 전문 국제 FIA GT 챔피언십 사이의 다리 역할을 할 수 있게 했다. 또한 이 카테고리는 스프린트 형식의 경주를 사용하도록 고안되었지만, 제조사는 GT3 차량을 내구 레이스에 사용할 수 있도록 업그레이드 키트를 개발 및 판매할 수 있었다. SRO 그룹이 조직한 브리티시 GT 챔피언십에서도 같은 이름으로 유사한 카테고리가 사용되었다.
그룹 GT3에 대한 규정과 호몰로게이션은 FIA에 의해 준비되었고 2006년 시즌 시작과 함께 8개 제조사가 FIA GT3 유럽 챔피언십 데뷔 전 첫 밸런스 오브 퍼포먼스 테스트에 참가했다. 인터내셔널 GT 오픈, 브리티시 GT 챔피언십, 스페인 GT 챔피언십, 이탈리아 GT 챔피언십 모두 FIA의 새로운 그룹 GT3 머신을 위한 카테고리를 만들었다. SRO 그룹은 2007년에 두 개의 새로운 지역 챔피언십인 브라질 GT 챔피언십과 독일의 ADAC GT 마스터즈를 출시하여 그룹 GT3 차량만을 독점적으로 운영하면서 카테고리를 확장했다. 브리티시 GT 챔피언십은 그룹 GT2 차량을 포기하고 GT3를 프리미어 카테고리로 승격시켰으며, 벨카 시리즈는 클래스 구조를 재편하여 GT3를 선두 클래스로 도입했다. 프랑스의 FFSA GT 챔피언십도 새로운 GT3 카테고리를 추가했다.
오스트레일리아 GT 챔피언십은 2008년에 GT3 카테고리를 도입했고, VLN 시리즈와 뉘르부르크링 24시는 2009년에 GT3 카테고리를 추가했다. 2011년까지 그룹 GT3는 블랑팡 내구 시리즈의 형성과 함께 내구 레이스로 확장되었으며, 배서스트 12시, 두바이 24시, 말레이시아 메르데카 내구 레이스, 스파 24시에서 종합 우승을 차지했고, 2012년에는 뉘르부르크링 24시에서 우승했다. 그룹 GT3는 또한 롤렉스 스포츠카 시리즈가 특정 GT3 차량을 허용하면서 미국으로 확장되었고, 일본의 SUPER GT 및 슈퍼 타이큐 시리즈에도 확장되었으며, 닛산은 최초로 GT3 차량을 판매하는 일본 제조사가 되었다. GT3 카테고리 차량은 2013년 FIA GT 시리즈로 리브랜딩되기 전 FIA GT1 월드 챔피언십에서 그룹 GT1 차량을 대체하기도 했다. NASCAR가 그랜드암 롤렉스 스포츠카 시리즈를 IMSA의 아메리칸 르망 시리즈와 합병한 후, 새로운 유나이티드 스포츠카 챔피언십은 GTD 카테고리에 더 많은 유형의 GT3 차량을 허용했으며, 2016년에는 해당 카테고리를 GT3 사양 차량으로만 제한했다.
2018년 3월 9일, FIA 세계 모터스포츠 평의회가 GT3 레이싱카에 필요한 최소 생산 대수 도입을 승인했다고 발표되었다. 호몰로게이션 날짜로부터 12개월 이내에 10대, 24개월 이내에 20대 등이 생산되어야 한다. 클래스 원 규정에 대한 제조사 지원이 줄어들면서, 독일 투어링카 마스터즈(DTM) 시리즈는 2021년에 GT3 포뮬러로 전환하여 투어링카의 기원을 버렸다. 2022년에 FIA는 FIA 세계 내구 선수권 대회의 GTE 차량이 LMGT3 클래스에서 경주하는 GT3 차량으로 대체될 것이라고 확인했다. 이는 GT3 차량이 2024년부터 르망 24시에 참가할 수 있음을 의미한다.

## 호몰로게이션 차량
2024년 April월 기준 기준으로 58대의 차량이 FIA의 호몰로게이션 절차를 거쳤지만, 이들 중 일부는 호몰로게이션이 완료되지 못했거나 나중에 철회되었다. 호몰로게이션은 제조사의 연장 요청이 없는 한 7년 후에 만료된다. 현재 GT3-030 이전의 모든 호몰로게이션은 만료되었으며 갱신되지 않았지만, 이 만료된 차량은 지역 승인(예: SCCA 트랜스암 시리즈 XGT 클래스) 하에 국내 시리즈에서 경쟁하거나 르망 클래식과 같은 역사적인 행사에서 경쟁할 수 있다.
그룹 GT3 차량은 자동차 제조사에서 직접 제작하거나 제조사의 요청에 따라 레이싱 팀 및 튜닝 회사에서 제작할 수 있다. 다른 차량은 모슬러 MT900R GT3, 지네타 G55 GT3, 쉐브론 GR8 GT3, 래디컬 RXC GT3, 스쿠데리아 카메론 글리켄하우스 SCG 003C, 에밀 프레이 재규어 XKR G3, 아큐라 TLX-GT, 르노 스포츠 R.S. 01 GT3, 애스턴 마틴 벌칸 AMR 프로 및 쉐보레 콜벳 C8.R GTD를 포함하여 국가 규제 기관의 호몰로게이션을 받아 여러 시리즈에서 그룹 GT3 차량과 함께 출전이 허용되었다.
| 호몰로게이션 # | 제조사         | 모델                          | 개발자                       | 사진 | 시작 날짜       | 종료 날짜        | 비고                                            |
| -------------- | -------------- | ----------------------------- | ---------------------------- | ---- | --------------- | ---------------- | ----------------------------------------------- |
| GT3-001        | 마세라티       | 쿠페 그란스포트 라이트        | 이탈테크니카                 |      | 2006년 10월 1일 | 2019년 12월 31일 |                                                 |
| GT3-002        | 닷지           | 바이퍼 컴페티션 쿠페          | 오레카                       |      | 2006년 10월 1일 | 2019년 12월 31일 |                                                 |
| GT3-003        | 애스턴 마틴    | DBRS9                         | 프로드라이브                 |      | 2006년 11월 1일 | 2019년 12월 31일 |                                                 |
| GT3-004        | 람보르기니     | 가야르도 LP520 GT3            | 라이터 엔지니어링            |      | 2006년 11월 1일 | 2019년 12월 31일 |                                                 |
| GT3-005        | 콜벳           | Z06.R GT3                     | 칼라웨이 카즈                |      | 2007년 5월 1일  | 2019년 12월 31일 |                                                 |
| GT3-006        | 아스카리       | KZ1-R GT3                     | 아스카리                     |      | 2007년 3월 1일  | 2019년 12월 31일 |                                                 |
| GT3-007        | 포르쉐         | 911 GT3 컵                    | 포르쉐 모터스포츠            |      | 2007년 4월 1일  | 2019년 12월 31일 | 997세대 911 GT3, 2006년 모델만 해당             |
| GT3-008        | 벤투리         | GT3 헤리티지                  | 벤투리                       |      | 2008년 12월 1일 | 2019년 12월 31일 |                                                 |
| GT3-009        | 페라리         | F430 GT3                      | 케셀 레이싱                  |      | 2007년 3월 1일  | 2019년 12월 31일 |                                                 |
| GT3-010        | 포드 레이싱    | 머스탱 FR500C GT              | 멀티매틱 모터스포츠          |      | 2007년 5월 1일  | 2019년 12월 31일 |                                                 |
| GT3-011        | 포드           | GT GT3                        | 마테크 컨셉트                |      | 정보 없음       | 2008년 4월 30일  | 호몰로게이션 취소, GT3-016으로 대체             |
| GT3-012        | 재규어         | XKR GT3                       | 에이펙스 모터스포츠          |      | 없음            | 없음             | 호몰로게이션 실패                               |
| GT3-013        | 모건           | 에어로 8 GT3                  | 오토GT 레이싱                |      | 2007년 9월 1일  | 2019년 12월 31일 |                                                 |
| GT3-014        | 로터스         | 엑시지 GT3                    | 로터스 스포츠                |      | 2007년 10월 1일 | 2019년 12월 31일 |                                                 |
| GT3-015        | 포르쉐         | 911 GT3 컵 S                  | 포르쉐 모터스포츠            |      | 2008년 4월 1일  | 2019년 12월 31일 |                                                 |
| GT3-016        | 포드           | GT GT3                        | 마테크 컨셉트                |      | 2008년 5월 1일  | 2019년 12월 31일 | 엔진 설계가 GT3-011에서 변경됨                  |
| GT3-017        | 아우디         | R8 LMS                        | 아우디 스포츠                |      | 2009년 5월 1일  | 2019년 12월 31일 | - 포함: - R8 LMS 울트라                         |
| GT3-018        | BMW 알피나     | B6 GT3                        | 알피나                       |      | 2009년 5월 1일  | 2019년 12월 31일 |                                                 |
| GT3-019        | 페라리         | 430 스쿠데리아 GT3            | 케셀 레이싱                  |      | 2009년 5월 1일  | 2019년 12월 31일 |                                                 |
| GT3-020        | 닷지           | 바이퍼 컴페티션 쿠페 시리즈 2 | 오레카                       |      | 2009년 5월 1일  | 2019년 12월 31일 |                                                 |
| GT3-021        | 재규어         | XKR-S GT3                     | 에이펙스 모터스포츠          |      | 없음            | 없음             | 호몰로게이션 실패                               |
| GT3-022        | 모건           | 에어로 슈퍼 스포츠 GT3        | 오토GT 레이싱                |      | 2009년 5월 1일  | 2019년 12월 31일 |                                                 |
| GT3-023        | BMW            | Z4 GT3                        | BMW 모터스포츠               |      | 2010년 5월 1일  | 2019년 12월 31일 |                                                 |
| GT3-024        | 람보르기니     | 가야르도 LP600+ GT3           | 라이터 엔지니어링            |      | 2010년 5월 1일  | 2019년 12월 31일 | - 포함: - 가야르도 FL2 GT3 - 가야르도 R-EX      |
| GT3-025        | 포르쉐         | 911 GT3 R                     | 포르쉐 모터스포츠            |      | 2010년 5월 1일  | 2024년 12월 31일 | 997세대 911 GT3                                 |
| GT3-026        | 콜벳           | 칼라웨이 Z06.R GT3            | 칼라웨이 카즈                |      | 2010년 5월 1일  | 2019년 12월 31일 |                                                 |
| GT3-027        | 포드           | 머스탱 VDS GT3                | 마크 VDS 레이싱 팀           |      | 없음            | 없음             | 호몰로게이션 실패                               |
| GT3-028        | 메르세데스-AMG | SLS AMG GT3                   | 메르세데스-AMG               |      | 2011년 5월 1일  | 2019년 12월 31일 |                                                 |
| GT3-029        | 페라리         | 458 이탈리아 GT3              | 페라리 콤페티치오네 GT       |      | 2011년 5월 1일  | 2024년 12월 31일 |                                                 |
| GT3-030        | 닛산           | GT-R 니스모 GT3               | 닛산 모터스포츠 인터내셔널   |      | 2012년 4월 1일  | 2026년 12월 31일 |                                                 |
| GT3-031        | 맥라렌         | MP4-12C GT3                   | 맥라렌 GT                    |      | 2012년 4월 1일  | 2019년 12월 31일 |                                                 |
| GT3-032        | 애스턴 마틴    | V12 밴티지 GT3                | 프로드라이브                 |      | 2012년 5월 1일  | 2019년 12월 31일 |                                                 |
| GT3-033        | 쉐보레         | 카마로 GT3                    | 사레니                       |      | 2012년 4월 4일  | 2019년 12월 31일 |                                                 |
| GT3-034        | 마세라티       | 그란투리스모 MC GT3           | 스위스 팀                    |      | 2013년 11월 1일 | 2020년 12월 31일 |                                                 |
| GT3-035        | 벤틀리         | 컨티넨탈 GT3                  | M-스포츠                     |      | 2014년 4월 1일  | 2023년 12월 31일 | 2세대 컨티넨탈 GT                               |
| GT3-036        | 닷지           | 바이퍼 GT3-R                  | 라일리 테크놀로지스          |      | 2015년 1월 1일  | 2022년 12월 31일 |                                                 |
| GT3-037        | 맥라렌         | 650S GT3                      | 맥라렌 GT                    |      | 2015년 2월 1일  | 2022년 12월 31일 |                                                 |
| GT3-038        | 아우디         | R8 LMS                        | 아우디 스포츠                |      | 2015년 5월 1일  | 2030년 12월 31일 | 2세대 R8 - 포함: - R8 LMS 에보 - R8 LMS 에보 II |
| GT3-039        | 캐딜락         | ATS-V.R GT3                   | 프랫 앤 밀러                 |      | 2015년 8월 1일  | 2022년 12월 31일 |                                                 |
| GT3-040        | 람보르기니     | 우라칸 GT3                    | 람보르기니 스쿠아드라 코르세 |      | 2015년 12월 1일 | 2023년 12월 31일 | - 포함: - 우라칸 GT3 에보                       |
| GT3-041        | 포르쉐         | 911 GT3 R                     | 포르쉐 모터스포츠            |      | 2016년 3월 1일  | 2025년 12월 31일 | 991세대 911 GT3                                 |
| GT3-042        | 메르세데스-AMG | GT3                           | 메르세데스-AMG               |      | 2016년 3월 1일  | 2029년 12월 31일 | - 포함: - GT3 에보                              |
| GT3-043        | BMW            | M6 GT3                        | BMW 모터스포츠               |      | 2016년 3월 1일  | 2023년 12월 31일 |                                                 |
| GT3-044        | 페라리         | 488 GT3                       | 페라리 콤페티치오네 GT       |      | 2016년 3월 1일  | 2028년 12월 31일 | - 포함: - 488 GT3 에보 2020                     |
| GT3-045        | 콜벳           | 칼라웨이 콜벳 C7 GT3-R        | 칼라웨이 카즈                |      | 2016년 6월 1일  | 2026년 12월 31일 |                                                 |
| GT3-046        | 토요타         | 렉서스 RC F GT3               | 토요타 가주 레이싱           |      | 2017년 1월 1일  | 2030년 12월 31일 |                                                 |
| GT3-047        | 혼다           | 아큐라 NSX GT3                | JAS 모터스포츠               |      | 2017년 3월 1일  | 2028년 12월 31일 | - 포함: - NSX GT3 에보 - NSX GT3 에보22         |
| GT3-048        | 닛산           | GT-R 니스모 GT3               | 닛산 모터스포츠 인터내셔널   |      | 2018년 4월 1일  | 2030년 12월 31일 | 2세대 GT-R                                      |
| GT3-049        | 벤틀리         | 컨티넨탈 GT3                  | M-스포츠                     |      | 2018년 4월 1일  | 2031년 12월 31일 | 3세대 컨티넨탈 GT                               |
| GT3-050        | 포르쉐         | 911 GT3 R                     | 포르쉐 모터스포츠            |      | 2019년 2월 1일  | 2028년 12월 31일 | 991.2세대 911 GT3                               |
| GT3-051        | 애스턴 마틴    | 밴티지 AMR GT3                | 프로드라이브                 |      | 2019년 3월 1일  | 2031년 12월 31일 | 2세대 밴티지 - 포함: - 밴티지 AMR GT3 에보      |
| GT3-052        | 맥라렌         | 720S GT3                      | 맥라렌 모터스포츠            |      | 2019년 4월 1일  | 2029년 12월 31일 | - 포함: - 720S GT3 에보                         |
| GT3-053        | BMW            | M4 GT3                        | BMW 모터스포츠               |      | 2022년 1월 1일  | 2029년 12월 31일 | - 포함: - M4 GT3 에보                           |
| GT3-054        | 람보르기니     | 우라칸 GT3 에보 2             | 람보르기니 스쿠아드라 코르세 |      | 2022년 12월 1일 | 2029년 12월 31일 |                                                 |
| GT3-055        | 포르쉐         | 911 GT3 R                     | 포르쉐 모터스포츠            |      | 2022년 12월 1일 | 2030년 12월 31일 | 992세대 911 GT3                                 |
| GT3-056        | 페라리         | 296 GT3                       | 페라리 콤페티치오네 GT       |      | 2023년 1월 1일  | 2030년 12월 31일 |                                                 |
| GT3-057        | 쉐보레         | 콜벳 Z06 GT3.R                | 프랫 앤 밀러                 |      | 2023년 12월 1일 | 2030년 12월 31일 |                                                 |
| GT3-058        | 포드           | 머스탱 GT3                    | 멀티매틱 모터스포츠          |      | 2024년 3월 1일  | 2031년 12월 31일 | 7세대 머스탱                                    |

## 시리즈
2006년부터 그룹 GT3 차량은 다음 각 시리즈에서 독점적으로 사용되거나 별도의 클래스에 속해 있다.
굵은 글씨는 현재 그룹 GT3 차량을 사용하는 활성 시리즈를 나타낸다.
- 24H GT 시리즈
- ADAC GT 마스터즈
- 아시안 르망 시리즈
- 오스트레일리아 내구 챔피언십
- 벨카
- GT 월드 챌린지 아메리카
- GT 월드 챌린지 오스트레일리아
- GT 월드 챌린지 아시아
- GT 월드 챌린지 유럽
- GT 월드 챌린지 유럽 내구 컵
- 브라질 GT 챔피언십
- 브리티시 GT 챔피언십
- 차이나 GT 챔피언십
- DTM
- 유러피언 르망 시리즈
- ESET V4 컵
- FFSA GT 챔피언십
- FIA GT 월드컵
- FIA 모터스포츠 게임
- FIA GT1 월드 챔피언십
- FIA GT3 유럽 챔피언십
- GT 아시아 시리즈
- GT 아메리카 시리즈
- IMSA 스포츠카 챔피언십
- 인터컨티넨탈 GT 챌린지
- 인터내셔널 GTS프린트 시리즈
- 인터내셔널 GT 오픈
- 이탈리아 GT 챔피언십
- 미쉐린 르망 컵
- 뉘르부르크링 랑슈트레켄 시리즈
- 포르투갈 GT 챔피언십
- 스페인 GT 챔피언십
- 슈퍼 타이큐 시리즈
- 얼티밋 컵 시리즈
- 트랜스암 시리즈
- 세계 내구 선수권 대회

또한 다음 시리즈는 특정 그룹 GT3 차량이 다른 참가자들과 함께 참가할 수 있도록 허용한다.
- 브리티시 내구 챔피언십
- 내구 브라질
- GT 컵 챔피언십
- 슈퍼카 챌린지
- 롤렉스 스포츠카 시리즈
- SUPER GT
- 스웨덴 GT 시리즈
- 태국 슈퍼 시리즈
- V 드 V 스포츠 챌린지 내구/GT 투어리스모
- GT 윈터 시리즈